# یواس‌اس وایکینگ (۱۸۹۸)
یواس‌اس وایکینگ (۱۸۹۸) (به انگلیسی: USS Viking (1898)) یک کشتی بود که طول آن ۱۲۲ فوت ۰ اینچ (۳۷٫۱۹ متر) بود. این کشتی در سال ۱۸۸۳ ساخته شد.